# Children Who Labor
Children Who Labor è un cortometraggio muto del 1912 diretto da Ashley Miller (non accreditato) e interpretato da Mary Fuller.
Al pari del contemporaneo The Cry of the Children, il film è una ferma ed esplicita denuncia del lavoro minorile negli Stati Uniti agli inizi del Novecento. È il secondo film per la quindicenne Viola Dana, nel ruolo della figlia dell'operaio. In quello della figlia del proprietario, appare Shirley Mason, vera sorella di Viola Dana.

## Trama
Una fabbrica tessile licenzia gli operai per assumere al loro posto dei bambini, il cui lavoro costa molto meno. Così, un padre di famiglia si vede costretto ad accettare che la figlia maggiore vada a lavorare in fabbrica al suo posto. A New York, il ricco Hanscomb si rifiuta di prendere in considerazione di rinunciare al lavoro minorile. Ritornerà sulle sue posizioni, quando - dopo aver perduto la figlia, persa durante un viaggio - la ritroverà tra i piccoli lavoratori nella stessa fabbrica, dopo che la ragazza è stata accolta senza secondi fini e salvata dalla povera famiglia degli operai.

## Produzione
Il film fu prodotto dalla Edison Company per il National Child Labor Committee.

## Distribuzione
Distribuito dalla General Film Company, il film - un cortometraggio in una bobina - uscì nelle sale cinematografiche statunitensi il 23 febbraio 1912. Copia della pellicola viene conservata negli archivi del Museum of Modern Art. Il film è stato distribuito nel 2004 dalla National Film Preservation Foundation in DVD, incluso in un'antologia di complessivi 573 minuti uscita in un cofanetto dal titolo More Treasures from American Film Archives (1894-1931).

### Date di uscita
- USA  23 febbraio 1912
- USA  7 settembre 2004 DVD

Alias
- Children Who Labor  USA (titolo originale)
- Children Who Labour  USA (titolo alternativo)